# 日本體育大學
日本體育大學（日语：／ Nippon Taiiku Daigaku */?），是一所位于日本东京都世田谷區、神奈川縣橫濱市青葉區的私立大学。學校的前身成立於1893年，並於1949年被列為大學。學校以其校友中的許多著名運動員而聞名。

## 歷史
- “促進全民體育”和體操練習中心[1]

1891年（明治24年），日本體育協會在東京的牛込区成立。並且，在1893年3月3日（明治26年），作為該大學的前身的日本體育館健身訓練中心的建立被授權。日本體育協會，創始機構，並不打算從一開始就培養體育（體操）教師。為了提高人們的身體狀況和體力，協會旨在建立一個會員制體育俱樂部（如現在的體育俱樂部或健身俱樂部），以邀請人們。我們嘗試了，但是不通過私人體育的推進（社會體育）不通過普通大眾的理解，並且通過被稱為學校的窗口實施事業開發的政策。事實上，“促進全國體育教育”是日本體育館體操訓練中心的基礎精神，也是現在大學生活的一個。
- 作為“準國家”日本體育館體操學校的地位[2]

之後，它於1900年（明治33年）重組為各種學校，更名為日本體育館體育館，併計劃成為一所體育教師培訓機構。 也是從這個時候起，他們開始訓練女子體操教師，同時獲得“juni-national”的地位，例如從1899年（明治32年）獲得政府補貼5年。 此時，與高等師範體操專業課程基本相同的日本體育館體操學校，渴望開闢“專攻體育院校”的道路。 現在是。 然而，雖然它已發展成為一所可與職業學校相媲美的學校，但由於它仍然是各種學校，我們不得不將我們的學校推廣到職業學校，作為邁向大學的一步。
- 戰爭員工和日本體育學院[3]

1941年（昭和16年），我將看到今年日本體育學院的成立。 然而，人們當時的生活開始被塗上戰時顏色。 抗日戰爭始於1937年（昭和12年），第二次世界大戰始於1939年（昭和14年）。 它在漩渦中被吞噬了。 失去1945年（昭和20年）。 日本體育學院的教育得以恢復，因為青少年的許多生活分散，大部分學校建築和運動設施因戰爭而喪失。 1946年（昭和21年），日本體育學院修改了學校規則，將傳統教育政策改為180度，並宣布將重點推進日本國內外的“民主”。
- 大學和大專作為綜合性體育大學的歷史

然後，在1949年（昭和24年），日本體育大學的建立得到了批准，並且作為一所大學向前邁進了一步。同樣在此期間，女性的選舉權在1945年被認可（昭和20年），它是戰後女性跳入社會前線，女性進入體育世界和職業的象徵。想成為體育教師的女性也在增加。考慮到這些社會條件，日本體育大學女子初級學院（體育系）成立於1953年（昭和28年），作為“文科女子體操領袖”的培訓機構，1963年（昭和38年）。為了“幼兒體育教育方面的幼兒教師的培訓”，建立了一個兒童保育部門，與體育部門一起，將建立一個新的大專歷史和傳統。
之後，為了應對社會和年齡的需求，日本體育大學，1962年衛生部（昭和37），1965年武術部（昭和40），1975年社會體育（昭和50）雖然它已成為一個綜合性的體育大學和體育大學，並承擔了許多角色，但它已達到今天。
- 科學與人文主義支持的研究與人文教育[4]

1964年（昭和39年）舉辦的東京奧運是一場以各種方式對OIST產生重大影響的比賽。除了作為球員和官員的參與，開幕式和大學生作為比賽輔助官員的參與等，大學充滿了體育。從那時起，日本體育大學擴大了體育，科學研究和體育和體育領導者的形象（學校的體育教師，社會體育領導者，武術領袖，健康顧問，競賽體育領袖等）。除了主要的培訓支柱外，我們還專注於培養頂級運動員。此外，不僅體育運動，而且對有能力支持日本所有行業的人員進行培訓，現在正成為一個重大問題。
21世紀已經開始，從此，我們將繼續改善人民的健康和體力，促進體育，促進和傳播體育，提高競爭能力，發展體育文化，發展以體育產業為中心的日本產業文化。在吸取過去沉重的歷史教訓的同時，日本體育大學將為實現一個富裕的人類社會和世界的和平與民族友誼作出積極貢獻。日本體育大學秉承科學和人文主義支持的“研究”和“人文教育”理念，作為一所開放式大學。

## 組織

### 學部
- 體育學部
  - 體育學科
  - 健康學科
  - 武道學科
  - 社會體育學科
- 運動文化學部
  - 武道教育學科
  - 運動國際學科
- 運動管理學部
  - 運動管理學科
  - 運動生活管理學科
- 兒童運動教育學院
  - 兒童運動教育學科
- 保健醫療學部
  - 整復醫療學科
  - 急診醫療學科

### 研究科
- 體育科學研究科
- 教育學研究科
- 保健醫療學研究科

### 研究中心
- 綜合運動科學研究中心

綜合體育科學研究中心出版開放取用期刊，"日本體育大學體育科學雜誌" （页面存档备份，存于）。
- 體育科學研究所：RISS
- 運動訓練中心

### 大學圖書館
世田谷校區圖書館藏書約38萬冊。

## 其他組織
- 田徑辦公室
- 學生支持中心
- 入學中心
- 保健中心
- 學生宿舍

## 著名的校友

### 運動員
- 相原信行  - 體操運動員; 奧運會金牌得主
- 相原豊（英语：Yutaka Aihara）  - 體操運動員; 奧運會銅牌得主
- 相原俊子  - 體操運動員; 奧運會銅牌得主
- 有森裕子- 馬拉松運動員; 奧運會銀牌得主
- 北勝富士大輝 - 專業相撲選手
- 具志堅幸司- 體操運動員; 奧運會金牌得主
- 千代大龍秀政（英语：Chiyotairyū Hidemasa） - 職業相撲選手
- 池谷幸雄  - 體操運動員; 奧運會銀牌得主
- 池田敬子 - 體操運動員; 奧運會金牌得主
- 川澄奈穗美  - 足球運動員; 奧運會銀牌得主
- 北島康介  - 游泳者; 奧運會金牌得主
- 監物永三  - 體操運動員; 奧運會金牌，銀牌和銅牌獲得者
- 古賀稔彥  - 退役柔道运动员; 奧運會金牌得主
- 嘉風雅継（英语：Yoshikaze Masatsugu）  - 職業相撲選手
- 丸山桂里奈 - 足球運動員; 奧運會銀牌得主
- 皆川賢太郎（英语：Kentaro Minagawa）  - 高山滑雪運動員
- 宮崎大輔， - 手球運動員
- 森末慎二  - 體操運動員; 奧運會金牌得主
- 森田淳悟  - 排球運動員; 奧運會金牌得主
- 本橋麻里 - 女子冰壺運動員
- 永田克彦  - 業餘摔跤手; 奧運會銀牌得主
- 菅原千恵子（英语：Chieko Sugawara）  -  擊劍運動員
- 高山樹里  - 壘球運動員; 奧運會銀牌得主
- 田中理惠 - 體操運動員
- 垣添徹（英语：KakizoeTōru） - 專業相撲選手
- 塚原光男  - 體操運動員; 奧運會金牌得主
- 內村航平 - 活躍的體操運動員; 奧運金牌和銀牌獲得者
- 山下治広（英语：Haruhiro Yamashita）  - 體操運動員; 奧運會金牌得主
- 山室光史 - 體操運動員; 奧運會銀牌得主
- 山本博 (射箭選手)  -  弓箭手; 奧運會銀牌得主
- 妙義龍泰成 - 專業相撲選手
- 高田裕司 (摔跤選手)  -  日本第一名正式摔跤運動員; 奧運金牌得主
- 永田克彥 - 日本摔跤運動員: 奧運銀牌得主
- 高橋藍-日本男子排球選手
- 友風勇太-大相撲力士
- 大之里泰輝 -大相撲力士，第75代橫綱

### 政治家
- 谷亮子 - 退休柔道; 奧運會金牌得主,2010年7月當選民主黨眾議院議員，同年10月15日宣布退出運動界以專心從政
- 中根一幸（英语：Kazuyuki Nakane） - 日本國會眾議院議員
- 松浪健四郎（英语：Kenshiro Matsunami）  - 日本國會眾議院議員。

### 演藝人員
- 千葉真一  - 演員; 武術家
- 町田啓太  - 演員
- 關口Mandy  - 演員; 舞者

## 目前值得注意的學生

### 運動員
- 白井健三,積極體操; 奧運會金牌和銅牌得主
- 阿部一二三,主動柔道運動員; 目前世界冠軍-66kg類別。
- 髙橋藍,日本男子排球國家隊選手，也是隊中年紀最小的成員，位置為主攻手，最高打點來到343公分。因國中時擔任過自由球員，在防守、接發球方面同樣相當出眾。

## 其他
- 日本體育大學女子短期大學部